# Marxheim (Taunus)
Marxheim ist ein Stadtteil von Hofheim am Taunus im südhessischen Main-Taunus-Kreis. Die Ortslage ist mit der Kernstadt Hofheim zusammengewachsen und die Grenze zwischen beiden im Stadtbild nicht mehr erkennbar.

## Geografische Lage
Marxheim liegt am Südrand des Vordertaunus, der hier in das flache Taunusvorland übergeht, zwischen Diedenbergen im Südwesten, der Kernstadt Hofheim im Norden, Kriftel im Osten und Weilbach im Süden. Die Gemarkung Marxheim erstreckt sich über 776,4 Hektar von der Bundesautobahn 66 im Süden, wo sie bei der Raststätte Weilbach (Westseite) am Kastengrundgraben ihren tiefsten Punkt mit 121 Meter aufweist, über 5 Kilometer weit bis zu dem mit 315 Meter höchsten Punkt im Norden an der Landesstraße L 3018 am Waldrand östlich des 326 Meter hohen Bahnholz, nahe den dortigen Langenhainer Aussiedlerhöfen. Die Höhenlage der Ortsbebauung reicht von 141 Meter (südliche Rheingaustraße/Eddersheimer Straße) bis auf 209 Meter am Waldrand an der oberen Schloßstraße mit dem Kloster Zum Guten Hirten.

## Geschichte

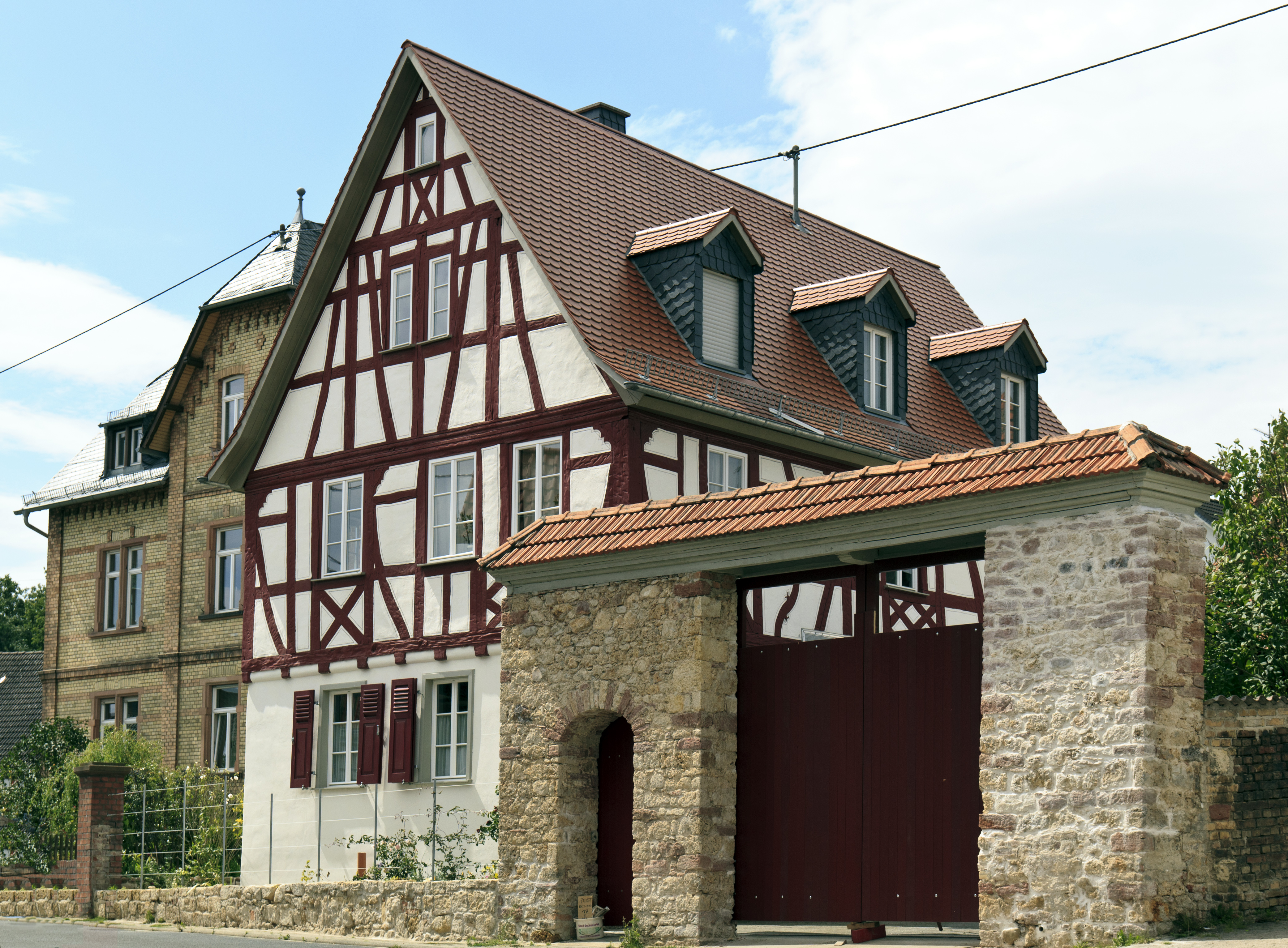
Ehemaliger Pfarrhof in der Eichstraße

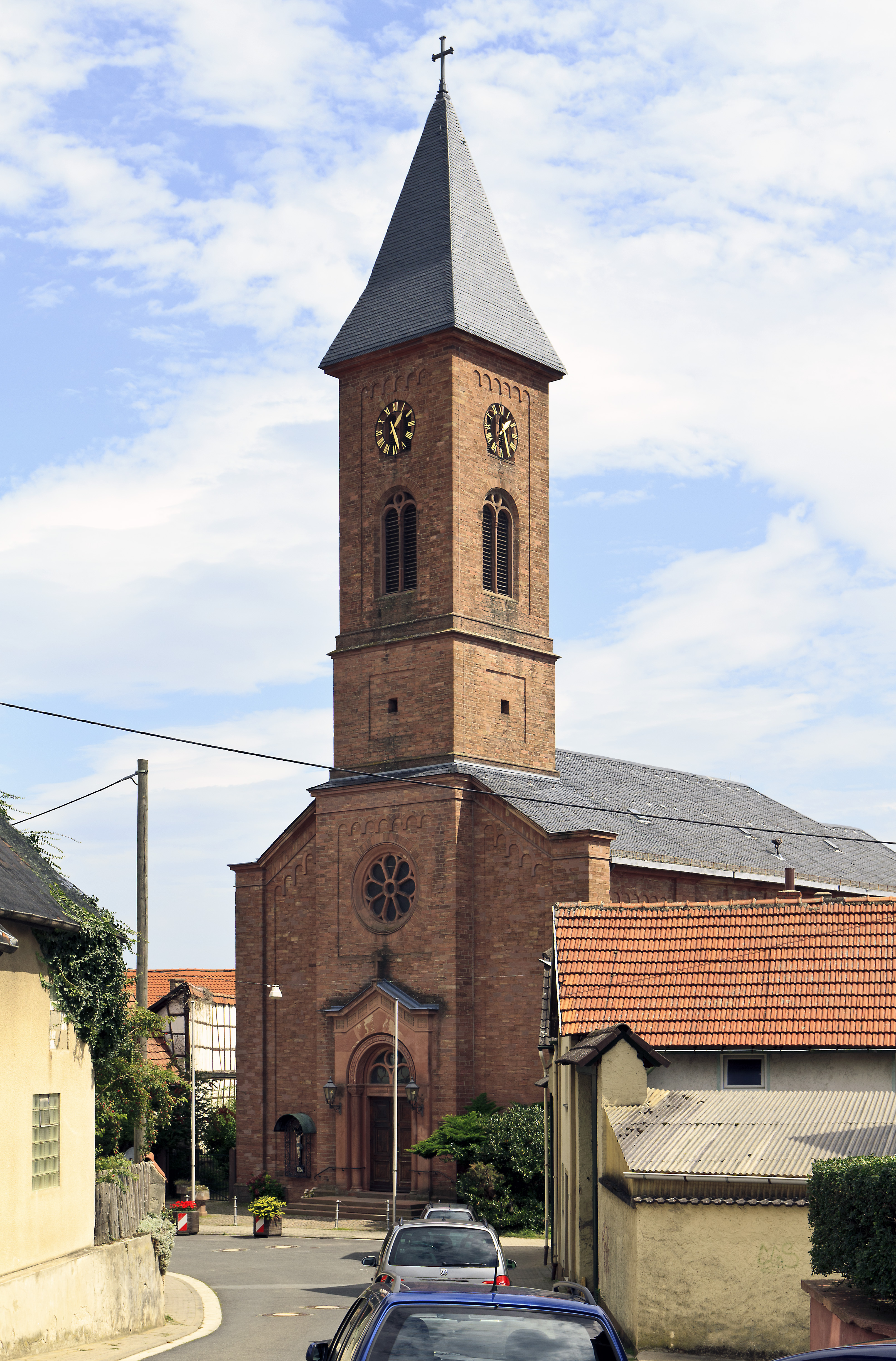
Katholische Pfarrkirche St. Georg

Östlich Marxheims wurde 2006 ein römisches Militärlager (bezeichnet als Hofheim III) durch geomagnetische Prospektion gefunden; Teil der römischen Niederlassungen um das heutige Hofheim. 
1191 wurde Marxheim, damals noch Marbodesheim, urkundlich erwähnt, später sind die Schreibweisen Marpsheim und 1366 Marpisheim belegt. Marxheims Kirche und Türme werden 1366 erwähnt. Marbod ist bis heute auf dem Marxheimer Wappen abgebildet. 
Jahrhundertelang war Marxheim kurmainzisches Gebiet und gehörte zur Zeit des Herzogtums Nassau zum Amt Hochheim. Die katholische Pfarrkirche St. Georg im alten Ortskern Marxheims wurde von 1843 bis 1845 erbaut. Aus denselben Steinen wurden auch die Marxheimer Grundschule und ein Löschwasserteich in der Kassernstraße erbaut. 
Im Jahr 1938 wurde Marxheim nach Hofheim eingemeindet. Damit ist Marxheim der älteste Stadtteil der heutigen Kreisstadt des Main-Taunus-Kreises.
Territorialgeschichte und Verwaltung im Überblick
Die folgende Liste zeigt im Überblick die Territorien, in denen Marxheim lag, bzw. die Verwaltungseinheiten, denen es unterstand:
- 1400: Heiliges Römisches Reich, Kurmainz, Amt Hofheim
- 1668: Kurmainz, Amt und Kellerei Hofheim
- ab 1781: Kurfürstentum Mainz, Oberamt Höchst und Königstein, Amtsvogtei Hofheim
- ab 1803: Heiliges Römisches Reich, Fürstentum Nassau-Usingen (durch Reichsdeputationshauptschluss), Amt Höchst
- ab 1806: Herzogtum Nassau, Amt Höchst
- ab 1817: Herzogtum Nassau, Amt Hochheim
- ab 1849: Herzogtum Nassau, Kreisamt Höchst
- ab 1854: Herzogtum Nassau, Amt Hochheim
- ab 1867: Königreich Preußen, Provinz Hessen-Nassau, Regierungsbezirk Wiesbaden, Mainkreis
- ab 1871: Deutsches Reich, Königreich Preußen, Provinz Hessen-Nassau, Regierungsbezirk Wiesbaden, Mainkreis
- ab 1886: Deutsches Reich, Königreich Preußen, Provinz Hessen-Nassau, Regierungsbezirk Wiesbaden, Kreis Höchst
- ab 1918: Deutsches Reich, Freistaat Preußen, Provinz Hessen-Nassau, Regierungsbezirk Wiesbaden, Kreis Höchst
- ab 1928: Deutsches Reich, Freistaat Preußen, Provinz Hessen-Nassau, Regierungsbezirk Wiesbaden, Main-Taunus-Kreis

## Bevölkerung

### Einwohnerstruktur 2011
Nach den Erhebungen des Zensus 2011 lebten am Stichtag dem 9. Mai 2011 in Marxheim 8682 Einwohner. Darunter waren 912 (10,1 %) Ausländer.
Nach dem Lebensalter waren 1614 Einwohner unter 18 Jahren, 3546 zwischen 18 und 49, 1680 zwischen 50 und 64 und 1842 Einwohner waren älter. Die Einwohner lebten in 3915 Haushalten. Davon waren 1326 Singlehaushalte, 1140 Paare ohne Kinder und 1050 Paare mit Kindern, sowie 321 Alleinerziehende und 78 Wohngemeinschaften. In 925 Haushalten lebten ausschließlich Senioren und in 2622 Haushaltungen lebten keine Senioren.

### Einwohnerzahlen
| Quelle: Historisches Ortslexikon |                                                                                              |
| • 1635:                          | 46 Männer und 14 Witwen                                                                      |
| • 1639:                          | 8 Männer                                                                                     |
| • 1648:                          | 13 Männer und 2 Witwen                                                                       |
| • 1668:                          | 37 Herdstellen mit 140 Einwohner                                                             |
| • 1692:                          | 172 Einwohner                                                                                |
| • 1777:                          | 62 Männer                                                                                    |
| • 1796:                          | 70 Häuser                                                                                    |
| • 1885:                          | 281 evangelische (= 12,17 %), 2009 katholische (= 87,01 %), 19 jüdische (= 0,82 %) Einwohner |

| Marxheim: Einwohnerzahlen von 1817 bis 2021 | Marxheim: Einwohnerzahlen von 1817 bis 2021 | Marxheim: Einwohnerzahlen von 1817 bis 2021 | Marxheim: Einwohnerzahlen von 1817 bis 2021 | Marxheim: Einwohnerzahlen von 1817 bis 2021 |
| --- | ------------------------------------------- | ------------------------------------------- | ------------------------------------------- | ------------------------------------------- |
| Jahr |                                             |                                             |                                             | Einwohner                                   |
| 1817 | 1817                                        |                                             | 611                                         | 611                                         |
| 1834 | 1834                                        |                                             | 758                                         | 758                                         |
| 1840 | 1840                                        |                                             | 830                                         | 830                                         |
| 1846 | 1846                                        |                                             | 814                                         | 814                                         |
| 1852 | 1852                                        |                                             | 846                                         | 846                                         |
| 1858 | 1858                                        |                                             | 902                                         | 902                                         |
| 1864 | 1864                                        |                                             | 966                                         | 966                                         |
| 1871 | 1871                                        |                                             | 949                                         | 949                                         |
| 1875 | 1875                                        |                                             | 1.016                                       | 1.016                                       |
| 1885 | 1885                                        |                                             | 1.026                                       | 1.026                                       |
| 1895 | 1895                                        |                                             | 1.143                                       | 1.143                                       |
| 1905 | 1905                                        |                                             | 1.421                                       | 1.421                                       |
| 1910 | 1910                                        |                                             | 1.429                                       | 1.429                                       |
| 1925 | 1925                                        |                                             | 1.625                                       | 1.625                                       |
| 1946 | 1946                                        |                                             | ?                                           | ?                                           |
| 1956 | 1956                                        |                                             | ?                                           | ?                                           |
| 1970 | 1970                                        |                                             | ?                                           | ?                                           |
| 1980 | 1980                                        |                                             | ?                                           | ?                                           |
| 1987 | 1987                                        |                                             | 3.642                                       | 3.642                                       |
| 2000 | 2000                                        |                                             | ?                                           | ?                                           |
| 2011 | 2011                                        |                                             | 8.682                                       | 8.682                                       |
| 2021 | 2021                                        |                                             | 9.191                                       | 9.191                                       |
| Datenquelle: Historisches Gemeindeverzeichnis für Hessen: Die Bevölkerung der Gemeinden 1834 bis 1967. Wiesbaden: Hessisches Statistisches Landesamt, 1968. Weitere Quellen: LAGIS;; Stadt Hofheim am Taunus; Zensus 2011 |                                             |                                             |                                             |                                             |

## Politik
Im Ortsbeirat Hofheim-Marxheim sind die elf Sitze nach den Kommunalwahlen in Hessen 2021 wie folgt verteilt:
| Partei | Sitze | Ergebnis |
| ------ | ----- | -------- |
| CDU    | 4     | 35,3 %   |
| Grüne  | 4     | 32,4 %   |
| SPD    | 2     | 15,5 %   |
| FWG    | 1     | 12,7 %   |

Ortsvorsteher:
Günter Westenberger (CDU)

## Kultur und Sehenswürdigkeiten

### Vereine
- FC 1957 Marxheim e. V.
- TSG Marxheim
- Freiwillige Feuerwehr Marxheim
- Tennisclub Marxheim (TC Marxheim)
- Verein für Heimatgeschichte Marxheim e. V.
- Fördergesellschaft Maxemer Kerb e. V.
- Badminton Club Hofheim (BC Hofheim – trainiert und Sitz in Marxheim)
- Verein Für Hofheim e. V.
- Kleintierzuchtverein Marxheim 1913 e.V (KZV Marxheim 1913 e. V.)
- Schützengesellschaft 1897 Marxheim e. V.
- Förderkreis Fußball Marxheim e. V.
- Maxemer e. V.
- DRK-Ortsverein Marxheim
- Marxheimer Carneval Verein 1949 e. V.

### Bauwerke
Für die Kulturdenkmäler des Ortes siehe Liste der Kulturdenkmäler in Hofheim am Taunus#Marxheim.
Zu nennen sind unter anderem:
- Pfarrer-Klarmann-Platz mit Pieta aus dem Jahr 1802 – sorgfältig renoviert (obere Schulstraße)
- Fachwerk Kapellchen (untere Schulstraße)
- Katholische Pfarrkirche St. Georg (Eichstraße)
- Ehrendenkmal für die Gefallenen im Ersten Weltkrieg (gegenüber Friedhof-Marxheim)

## Bildung

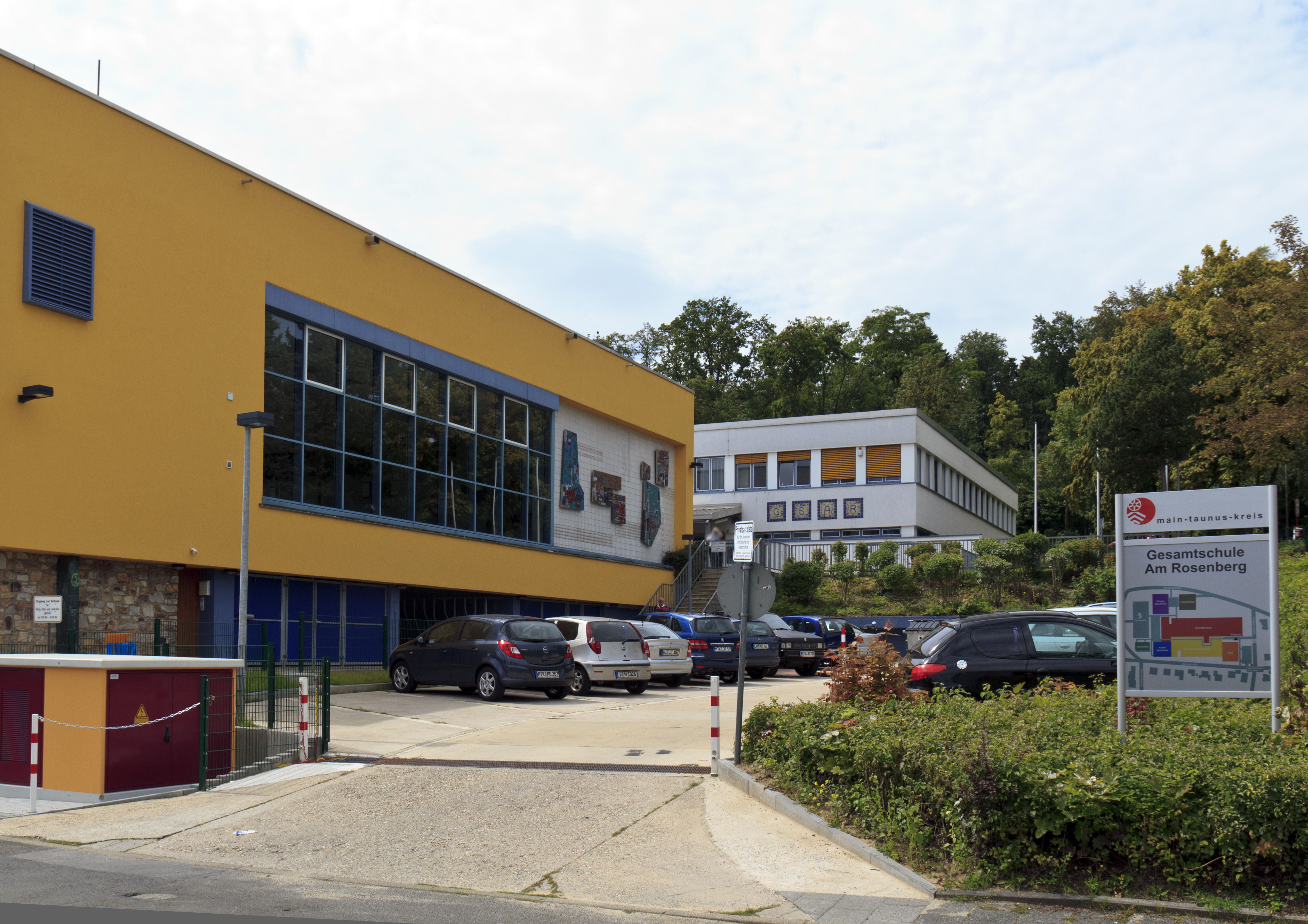
Gesamtschule Am Rosenberg

In Marxheim gibt es mehrere Schulen:
- Heiligenstockschule (Grundschule mit Förderstufe)
- Gesamtschule Am Rosenberg (kooperative Gesamtschule mit Ganztagsschule)
- Montessori-Zentrum Hofheim (integrierte Gesamtschule mit gymnasialer Oberstufe)
- Friedrich-von-Bodelschwingh-Schule
- Johann-Hinrich-Wichern-Schule
- Marxheimer Grundschule

## Persönlichkeiten
- Ludwig Meidner (1884–1966), expressionistischer Maler und Dichter, lebte von 1953 bis 1963 in Marxheim
- Heinrich Weiss (1893–1966), Gewerkschafter, Politiker (SPD) und Unternehmer, erster Landrat nach den Nationalsozialisten im Main-Taunus-Kreis
- Elias Baum (2005 in Frankfurt), Deutscher Fußballprofi (bis zu seinem Wechsel zu Eintracht Frankfurt spielte er beim FC 1957 Marxheim in der Jugend)